# Стромсбург (Небраска)
Стромсбург (англ. Stromsburg) — місто (англ. city) в США, в окрузі Полк штату Небраска. Населення — 1143 особи (2020).

## Географія
Стромсбург розташований за координатами 41°6′59″ пн. ш. 97°35′26″ зх. д. / 41.11639° пн. ш. 97.59056° зх. д. (41.116416, -97.590615).  За даними Бюро перепису населення США в 2010 році місто мало площу 2,63 км², з яких 2,62 км² — суходіл та 0,00 км² — водойми.

## Демографія
Згідно з переписом 2010 року, у місті мешкала 1171 особа в 457 домогосподарствах у складі 310 родин. Густота населення становила 446 осіб/км².  Було 533 помешкання (203/км²).
Расовий склад населення:
| - 97,3 % — білих - 0,4 % — чорних або афроамериканців - 0,3 % — азіатів - 0,2 % — корінних американців |

До двох чи більше рас належало 1,6 %. Частка іспаномовних становила 1,4 % від усіх жителів.
За віковим діапазоном населення розподілялося таким чином: 25,0 % — особи молодші 18 років, 47,1 % — особи у віці 18—64 років, 27,9 % — особи у віці 65 років та старші. Медіана віку мешканця становила 46,4 року. На 100 осіб жіночої статі у місті припадало 92,0 чоловіків;  на 100 жінок у віці від 18 років та старших — 83,7 чоловіків також старших 18 років.
Середній дохід на одне домашнє господарство  становив 57 720 доларів США (медіана — 54 286), а середній дохід на одну сім'ю — 72 293 долари (медіана — 68 824). Медіана доходів становила 43 958 доларів для чоловіків та 27 768 доларів для жінок. За межею бідності перебувало 9,3 % осіб, у тому числі 7,5 % дітей у віці до 18 років та 6,5 % осіб у віці 65 років та старших.
Цивільне працевлаштоване населення становило 564 особи. Основні галузі зайнятості: освіта, охорона здоров'я та соціальна допомога — 28,4 %, виробництво — 11,9 %, роздрібна торгівля — 10,5 %, будівництво — 10,5 %.